# مور جهنگی
مور جهنگی (به انگلیسی: Morejhangi) یک شهرک در پاکستان است که در ناحیه دیره غازی خان واقع شده‌است.